# Reichsfinanzschule
Finanzschule wurde in der Weimarer Republik für eine Ausbildungsstätte benutzt, an denen Finanzbeamte aus- oder fortgebildet wurden. Angehörige der Reichsfinanzverwaltung erhielten zunächst vor Ort in den jeweiligen Dienststellen ihre fachliche Qualifikation. Am 6. April 1933 wurde der Finanzfachmann der NSDAP, Fritz Reinhardt, Staatssekretär im Reichsfinanzministerium und begann in den folgenden Jahren mit dem Umbau des Steuer- und Finanzwesens im Sinne nationalsozialistischer Finanzpolitik. Dazu gehörte auch, das Schulungswesen zu vereinheitlichen und fachliche sowie nationalsozialistische Lehre durch ausgesuchtes Personal zentral zu vermitteln. Gemäß der Aufteilung der Reichsfinanzverwaltung in die Zweige Steuern und Zoll gründete Reinhardt ab 1935 zahlreiche Reichsfinanzschulen und Zollschulen. Am 1. März 1938 kam in Berlin die Reichsfinanzakademie für die Schulung von Führungskräften hinzu. Während die Schulen den jeweiligen Oberfinanzpräsidenten in administrativen Fragen unterstanden, war Reinhardt im Auftrag des Reichsfinanzministeriums für alle anderen Bereiche zuständig.

## Standorte
| Nr. | Ort                       | Errichtet         | Geschlossen | Oberfinanzpräsident | Bemerkung                                        |
| --- | ------------------------- | ----------------- | ----------- | ------------------- | ------------------------------------------------ |
| 1   | Herrsching am Ammersee    | 1. August 1935    | 1943        | München             |                                                  |
| 2   | Ilmenau                   | 1. Mai 1936       | 1943        | Thüringen           |                                                  |
| 3   | Meersburg                 | 1. Oktober 1937   | April 1945  | Baden               |                                                  |
| 4   | Wöllershof                | 3. Januar 1938    | ?           | Nürnberg            | Ortsteil der ehem. Gemeinde Lanz (Oberpfalz)     |
| 5   | Berlin                    | 1. Juli 1938      | ?           | Berlin              | Anschrift war Königsallee 20 in Berlin-Grunewald |
| 6   | Feldkirch                 | 23. Januar 1939   | ?           | Innsbruck           | Heute in Österreich                              |
| 7   | Tetschen-Bodenbach        | 24. April 1939    | ?           | Dresden             | Heute Děčín in Tschechien                        |
| 8   | Böhmisch Leipa            | 25. April 1939    | 1944        | Dresden             | Heute Česká Lípa in Tschechien                   |
| 9   | Pörtschach am Wörther See | 15. Mai 1939      | ?           | Graz                | Heute in Österreich                              |
| 10  | Leitmeritz                | 1. September 1939 | ?           | Dresden             | Heute Litoměřice in Tschechien                   |
| 11  | Mölln                     | 24. Mai 1940      | ?           | Nordmark            |                                                  |
| 12  | Thorn                     | 9. Juli 1940      | ?           | Wartheland          | Heute Toruń in Polen                             |
| 13  | Boppard                   | 15. Mai 1941      | ?           | Köln                | Kloster Marienberg                               |
| 14  | Sigmaringen               | 6. Oktober 1941   | ?           | Württemberg         |                                                  |

## Einzelne Reichsfinanzschulen

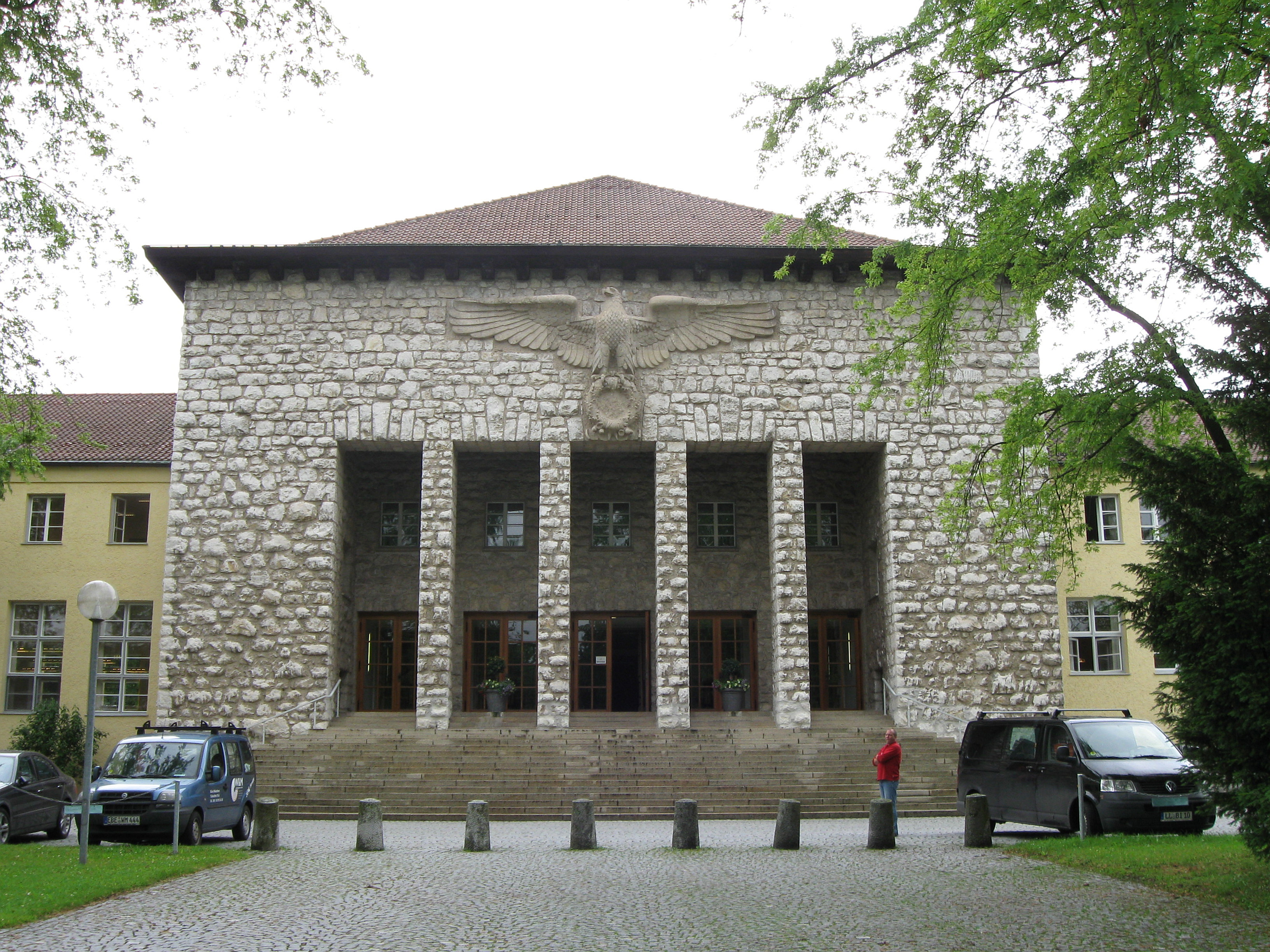
Feierhalle der ehemaligen Reichsfinanzschule in Herrsching am Ammersee

Nach dem Arbeitsbeschaffungsprogramm des Kabinetts von Schleicher (Reinhardt-Programm, Gereke-Plan) wurde Herrsching als erster RFS-Standort von Reichsfinanzminister Graf Schwerin von Krosigk gebaut. 1943 wurde die RFS als Hauptlazarett umgewidmet.
Die RFS Ilmenau wurde auf Betreiben von Staatssekretär Reinhardt gegründet, der aus Ilmenau stammte. Nach dem Zweiten Weltkrieg wurde sie Schule der Deutschen Finanzverwaltung in der sowjetischen Zone.
Die Reichsfinanzschule Meersburg befand sich im Seminargebäude. Dort wurden ab 1937 Kurse mit einer Dauer von 3 Monaten für etwa 420 Teilnehmer abgehalten. Die Prüfung befähigte zum Finanzassistenten. Seit 1941 gab es auch eine Ausbildung zum Finanzanwärter, die ein Jahr dauerte.
Die RFS Mölln und Sigmaringen wurden ursprünglich als Zollschulen eingerichtet.